# Az-Záhir
Az-Záhir o Al-Dháhir (1176-10 de julio de 1226) (en árabe: الظاهر بأمر الله) fue un califa abasí en Bagdad desde 1225 a 1226. Era hijo de Al-Nasir y fue nombrado como su sucesor en 1189. En su corto reinado bajó los impuestos y reclutó un ejército fuerte para resistir a los enemigos. Murió el 10 de julio de 1226, nueve meses después de su subida al trono a la edad de cincuenta años, y fue sucedido por su hijo Al-Mustánsir.
Al-Zahir trató de gobernar de manera más moderada que su padre, por lo que redujo los impuestos y construyó un ejército fuerte.
Ibn al-Atheer dijo sobre él: "Cuando el aparente gobernante del califato se mostró con justicia y benevolencia, no restauró la Sunnah de las dos edades. De cien mil dinares de opresión, se la devolvió a sus dueños, y sacó a la gente de la prisión. Fue generoso con los eruditos y la gente justa, y se narró que en la noche del Día del Sacrificio se diferenciaron cien mil dinares de ellos, y le dijeron: “Este es el que sacas del dinero, pero ningún alma puede permitir algo de eso ". El hadiz fue narrado bajo la autoridad de su padre con permiso, y Abu Saleh Nasr bin Abdul Razzaq bin Sheikh Abdul Qadir al-Jaili narró de él. Murió nueve meses y catorce días después de su reinado el 10 de julio de 1226 EC / Rajab 13 623 AH.